# ۵۶۲ (قمری)
۵۶۲ (قمری)، پانصد و شصت و دومین سال در گاهشماری هجری قمری است. اول محرم این سال برابر با چهارم نوامبر سال ۱۱۶۶ میلادی است.

## وابسته
- عبدالقادر گیلانی